# Maja Matevžič
Maja Matevžič (Liubliana, 13 de junho de 1980) é uma ex-tenista profissional eslovena. 
Especialista em duplas, disputou uma Olimpíada.